# Противопожарна врата
Пожароустойчивата врата (на английски: fire door), позната още и като противопожарна, огнеупорна, огнеустойчива, пожарозащитна врата, има за цел да ограничи разпространението на огъня и дима, така че хората и имуществото да бъдат защитени. Осигуряват необходимото време за евакуация и улесняват борбата със стихията. Употребата и е препоръчителна на места с повишен риск от възникване на пожар — заводи, хотели, болници, специализирани помещения, обществени сгради с голям човекопоток.
Издръжливостта на огън се дължи най-вече на материалите, от които се изработва вратата, а те са пенопилиуретанова пяна (изолационната вата), използвана за пълнеж редувана със специално пожароустойчиво съединение поставяно между нея.
По-малко значение има външното огнеустойчиво покритие (боя или лак според RAL цветова гама или дървесни декори, за да изглежда по-луксозно). Другият специфичен елемент на пожарозащитната врата е самонабъбващото уплътнение, благодарение на което се запушват плътно луфтовете между крилото и касата на вратата, така че замърсеният въздух да не може да се разпространява в съседните помещения.
Специални изисквания няма, но е важно вратата да бъде поставена правилно, за да изпълнява надеждно функцията си. По закон тази врата трябва да бъде самозатаваряща се. А това се постига по два начина:
- Апарат за самозатваряне.
- Пружинна панта.
Преди да бъде пусната в експлоатация, вратата преминава през серия от тестове за издръжливост на огън, така че да се гарантира абсолютна защита съгласно спецификацията на съответния вид.
Според времето се разделя на класове – от EI 15 до EI 120 (от 15 мин. до 120 мин.), като най-често в практиката се използват EI 60, EI 90 и EI 120.
Пояснение: EI (emission insulation) – emission — непропускливост на продукти на горене, insulation — изолация на помещението от пожара.
Според крилата вратите биват — еднокрили и двукрили.
Според външното покритие могат да бъдат — метални и стъклени (изцяло или частично).
Металните врати могат да бъдат също така и с вградено пожароустойчиво стъкло.
Стъклените могат да бъдат направени от два вида профили – метални и алумуниеви. Алуминиевите са най-разпространени на пазара поради тяхната лекота за монтаж и носене до обекта съответно.
Стъклените противопожарни продукти могат да бъдат както само врати – еднокрили и двукрили, врати с фиксове също така, така и фиксирани прозорци(фикс) – отваряем или неотваряем.
Според окачването биват — на панти и плъзгащи.
Всички врати трябва да бъдат с придружената документация към тях – Становище за допустимост издадено от ГДПБЗН, и Декларация за съответствие.
Всички противопожарни врати могат да бъдат оборудвани с най-различни аксесоари:
- Антипаник механизъм(лост). Може да бъде инсталиран както на еднокрила врата, така и на двукрила. Тук има много голямо разнообразие от вида на лоста – може да бъде метален, пластмасов, иноксов и много други.
- Електрическа брава. С нея се осигурява инсталирането на четци на карти, на чипове и други.
- Електрически магнити. Те са два вида – стенни или подови.
- Предпазна плоча. Инсталирана на самото крило с цел предпазване от удари, може да бъде по цялата врата или частично.

## ВъншнипрепраткиАрхив на оригинала от2017-06-18 вWayback Machine.
- В Общомедия има медийни файлове относно Противопожарна врата